# Christinus marmoratus
Christinus marmoratus — вид геконоподібних ящірок родини геконових (Gekkonidae). Ендемік Австралії.

## Поширення і екологія
Christinus marmoratus широко поширені на півдні Австралії, від південно-західного узбережжя Західної Австралії через Південну Австралію і Вікторію до центральної частини Нового Південного Уельсу, а також на сусідніх островах Решерш, Грінлі і Кенгуру. Вони живуть в сухих склерофільних лісах і рідколіссях, трапляються поблизу людських поселень, зокрема в парках у передмістях Аделаїди. Ведуть деревний, нічний спосіб життя, ховаються під корою великих евкаліптів, а також в тріщинах серед скель. Живляться комахами, відкладають яйця.